# マルタ・クラーソヴァー
マルタ・クラーソヴァー（Marta Krásová、1901年3月16日 - 1970年2月20日）は、1922年から1966年までヨーロッパの主要なオペラハウスで積極的に国際的なキャリアを積んだ、チェコ出身のオペラにおけるメゾソプラノである。プロチヴィーンで生まれた彼女は、ベローン地区のヴラズで亡くなった。